# 七桃りお
七桃 りお（ななもも りお）は、日本の漫画家。埼玉県在住。

## 略歴
- 2009年、当時漫画家であった榎宮祐に誘われ、2011年末まで作画アシスタントを務める。[要出典]
- 2012年、『月刊コミック電撃大王 第12回新人発掘プロジェクト/読切部門』に入選。[要出典]

## 作風
「『ケモ耳』と『モフモフ』に並々ならぬ情熱」をかけているのが特徴。

## 作品リスト

### 漫画作品

#### 連載
- 問題児たちが異世界から来るそうですよ?（原作：竜ノ湖太郎、キャラクター原案：天之有、『月刊コンプエース』2012年9月号[2] - 2014年3月号） - コミカライズ。
- 聖剣使いの禁呪詠唱（原作：あわむら赤光、キャラクター原案：refeia、『月刊コンプエース』2014年6月号[3] - 2016年3月号） - コミカライズ[3]。
- 箱庭王国の創造主サマ（『月刊コミック電撃大王』2016年4月号[4] - 2019年2月号）
- 百花繚乱 戦国乙女 -カラクリ騒動編-（作画：八幡、原作：平和、脚本構成：白組、『月刊コミック電撃大王』2019年9月号[5] - 2019年2月号） - コミカライズ、ネーム構成担当[5]。
- 灰の双子は白黒つけずに世界を救います。（『月刊コミック電撃大王』2020年4月号[6] - 2021年11月号）
- レベル1から始まる召喚無双（原作：白石新、キャラクター原案：夕薙、『コミックライド』2022年2月号[7] - ）
- 左遷された無能王子は実力を隠したい（原作：茨木野、キャラクター原案：ハル犬、『月刊コミック電撃大王』2022年6月号[8] - ）

#### 読み切り
- 約束のヴァルキュリア（『月刊コミック電撃大王』2012年9月号）

### 書籍
- 『問題児たちが異世界から来るそうですよ?』、原作：竜ノ湖太郎、キャラクター原案：天之有、KADOKAWA（旧角川書店）〈角川コミックス・エース〉2012年 - 2014年、全4巻
- 『聖剣使いの禁呪詠唱』、原作：あわむら赤光、キャラクター原案：refeia、KADOKAWA〈角川コミックス・エース〉2014年 - 2016年、全4巻）
- 『箱庭王国の創造主サマ』、KADOKAWA〈電撃コミックスNEXT〉2016年 - 2019年、全5巻
  1. 2016年8月27日発売[9]、ISBN 978-4-04-892218-0
  2. 2017年2月27日発売[10]、ISBN 978-4-04-892725-3
  3. 2017年8月26日発売[11]、ISBN 978-4-04-893240-0
  4. 2018年5月25日発売[12]、ISBN 978-4-04-893846-4
  5. 2019年2月25日発売[13]、ISBN 978-4-04-912350-0
- 『百花繚乱 戦国乙女 -カラクリ騒動編-』、作画：八幡、原作：平和、脚本構成：白組、KADOKAWA〈電撃コミックスNEXT〉2019年、全1巻
- 『灰の双子は白黒つけずに世界を救います。』、KADOKAWA〈電撃コミックスNEXT〉2020年 - 2021年、全3巻
  1. 2020年9月25日発売[14][15]、ISBN 978-4-04-913427-8
  2. 2021年2月27日発売[16]、ISBN 978-4-04-913671-5
  3. 2021年12月25日発売[17]、ISBN 978-4-04-914129-0
- 『レベル1から始まる召喚無双 THE COMIC』、原作：白石新、キャラクター原案：夕薙、マイクロマガジン社〈ライドコミックス〉2022年 - 、既刊7巻（2025年6月27日現在）
  1. 2022年8月31日発売[18][19]、ISBN 978-4-86716-329-0
  2. 2023年1月31日発売[20]、ISBN 978-4-86716-385-6
  3. 2023年6月29日発売[21]、ISBN 978-4-86716-439-6
  4. 2024年1月31日発売[22]、ISBN 978-4-86716-523-2
  5. 2024年9月27日発売[23]、ISBN 978-4-86716-633-8
  6. 2025年2月27日発売[24]、ISBN 978-4-86716-717-5
  7. 2025年6月27日発売[25]、ISBN 978-4-86716-779-3
- 『左遷された無能王子は実力を隠したい』、原作：茨木野、キャラクター原案：ハル犬、KADOKAWA〈電撃コミックスNEXT〉2022年 - 、既刊5巻（2025年2月10日現在）

### その他
- 桃色大戦ぱいろん（ゲーム、2008年）布留部ゆらのキャラクターデザイン
- ミストトレインガールズ（ゲーム、2020年）カラカワのキャラクターデザイン
- 四百二十連敗ガール（原作：桐山なると、ファミ通文庫、2013年）イラスト・挿絵
- 双星の異端騎士＜ヘクセンリッター＞（原作：空埜一樹、オーバーラップ文庫、2014年）イラスト・挿絵
- 魔法少女リリカルなのはViVid TVアニメ化記念お祝いイラスト（『月刊コンプエース』2014年10月号[26]）